# Пло
Пло (фр. Pleaux, окс. Plèus) — коммуна во Франции, находится в регионе Овернь. Департамент — Канталь. Административный центр кантона Пло. Округ коммуны — Морьяк.
Код INSEE коммуны — 15153.
Коммуна расположена приблизительно в 420 км к югу от Парижа, в 100 км юго-западнее Клермон-Феррана, в 29 км к северо-западу от Орийака.

## Население
Население коммуны на 2008 год составляло 1620 человек.
| 1962 | 1968 | 1975 | 1982 | 1990 | 1999 | 2008 |
| ---- | ---- | ---- | ---- | ---- | ---- | ---- |
| 2558 | 2721 | 2531 | 2328 | 2146 | 1823 | 1620 |

## Экономика
В 2007 году среди 917 человек в трудоспособном возрасте (15—64 лет) 641 были экономически активными, 276 — неактивными (показатель активности — 69,9 %, в 1999 году было 65,6 %). Из 641 активных работали 594 человека (356 мужчин и 238 женщин), безработных было 47 (18 мужчин и 29 женщин). Среди 276 неактивных 38 человек были учениками или студентами, 120 — пенсионерами, 118 были неактивными по другим причинам.

## Достопримечательности
- Церковь Сен-Совёр (XII—XIII века). Памятник истории с 1927 года[3]
- Руины замка Бранзак[англ.] (XV век). Памятник истории с 1921 года[4]
- Плотина Аншане[фр.]